# Нисипоаса (Прахова)
Нисипоаса (рум. Nisipoasa) насеље је у Румунији у округу Прахова у општини Плопу. Oпштина се налази на надморској висини од 188 m.

## Становништво
Према подацима из 2002. године у насељу је живело 831 становника, од којих су сви румунске националности.